# أليس جين غراي بيركنز
أليس جين غراي بيركنز (بالإنجليزية: Alice Jane Gray Perkins)‏ هي سفرجات وكاتِبة أمريكية، ولدت في 28 أغسطس 1865 في سكنيكتادي في الولايات المتحدة، وتوفيت في 14 فبراير 1948 في نيويورك في الولايات المتحدة.